# Віктор (селище, Нью-Йорк)
Віктор (англ. Victor) — селище (англ. village) в США, в окрузі Онтаріо штату Нью-Йорк. Населення — 2744 особи (2020).

## Географія
Віктор розташований за координатами 42°58′55″ пн. ш. 77°24′35″ зх. д. / 42.98194° пн. ш. 77.40972° зх. д. (42.982019, -77.409821).  За даними Бюро перепису населення США в 2010 році селище мало площу 3,56 км², уся площа — суходіл.

## Демографія
Згідно з переписом 2010 року, у селищі мешкало 2696 осіб у 1087 домогосподарствах у складі 733 родин. Густота населення становила 758 осіб/км².  Було 1143 помешкання (321/км²).
Расовий склад населення:
| - 96,4 % — білих - 0,9 % — азіатів - 0,3 % — корінних американців - 0,3 % — чорних або афроамериканців |

До двох чи більше рас належало 1,9 %. Частка іспаномовних становила 1,9 % від усіх жителів.
За віковим діапазоном населення розподілялося таким чином: 24,7 % — особи молодші 18 років, 61,8 % — особи у віці 18—64 років, 13,5 % — особи у віці 65 років та старші. Медіана віку мешканця становила 39,9 року. На 100 осіб жіночої статі у селищі припадало 96,4 чоловіків;  на 100 жінок у віці від 18 років та старших — 98,2 чоловіків також старших 18 років.
Середній дохід на одне домашнє господарство  становив 87 788 доларів США (медіана — 72 900), а середній дохід на одну сім'ю — 99 784 долари (медіана — 88 355). Медіана доходів становила 55 679 доларів для чоловіків та 47 500 доларів для жінок. За межею бідності перебувало 5,1 % осіб, у тому числі 6,3 % дітей у віці до 18 років та 6,6 % осіб у віці 65 років та старших.
Цивільне працевлаштоване населення становило 1359 осіб. Основні галузі зайнятості: освіта, охорона здоров'я та соціальна допомога — 30,0 %, роздрібна торгівля — 12,6 %, науковці, спеціалісти, менеджери — 11,3 %, виробництво — 11,3 %.